# Sandvik SRP

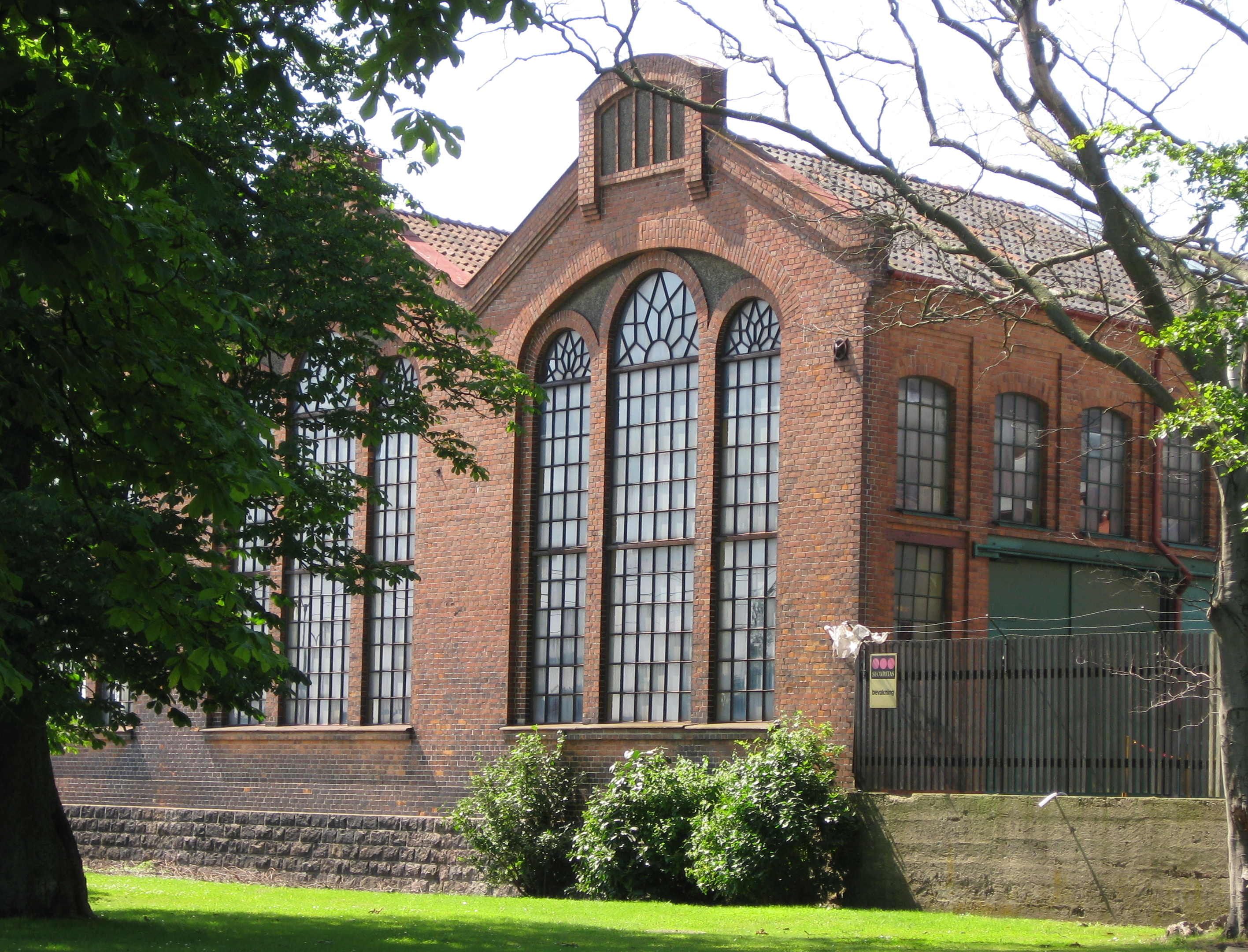
Gamla industrilokaler i Svedala

Sandvik SRP (SRP står för Sandvik Rock Processing), företag som tillverkar krossar och siktar och säljer krossanläggningar.
År 1882 startades i Svedala Åbjörn Anderson & Co av bland andra Åbjörn Anderson och hade genom sin placering i Svedala med närheten till goda marker/jordar på Söderslätt ett bra läge. 1874-75 öppnade järnvägen mellan Trelleborg-Lund och Ystad-Malmö och då blev Svedala en järnvägsknut med bra transportmöjligheter, vilket ytterligare gynnade industrin. I början tillverkade företaget jordbruksmaskiner till exempel hästhackor, svinkrubbor och radsåningsmaskiner. Senare under mitten 1890-talet började de prioritera maskiner och anordningar åt tegelbruk, efter att de insett att tegelindustrin hade stor potential när de tidigare hade kommit i kontakt med industrin, tack vare mängden tegelbruk som fanns i trakten.
År 1892 var Åbjörn Anderssons mekaniska med om en tragedi när en brand slog till i maskinverkstaden, smedjan och i plåtslageriet. År 1892 byggdes också järnvägsstationen som gränsade till platsen där Åbjörn Anderson mekaniska verkstad byggnader och företag kom att ligga. Från början kom kraften för tillverkningen från en lokomobil, en slags flyttbar ångmaskin på hjul, därefter av en ångmaskin för att 1904 få elektricitet för kraft och belysning. Ångpannan användes nu för uppvärmning av lokalerna och pannan gjorde även så att ett varmt bad blev möjligt att ta. Tegelbruksutrustningen transporterades långt utanför Sveriges gränser och företaget var det främsta i Sverige inom sitt område och eftersom företaget hade ett eget stickspår förbundet med Svedala järnvägsstation var detta gynnsamt för försäljningen.
Åbjörn Andersons Mekaniska Verkstad i Svedala var marknadsledande inom tillverkning av tegelmaskiner och på att ta fram ritningar till ugnar med överbyggnad för torkning, så kallade svedalaanläggningar.
Det bytte senare namn till Svedala-Arbrå, efter samgående med ett företag i Arbrå (Arbrå Verkstad).
Företaget tillhörde i omgångar Allis Chalmers och Trelleborgskoncernen, innan det följde med delningen av Trelleborgskoncernen till en del som hette Svedala Industrier AB.
Svedala Industrier AB köptes upp av Metso men på grund av konkurrenslagarna fick inte Svedalaenheten vara med i köpet utan den köptes av Sandvik AB och fick senare sitt namn.  Idag består verksamheten i Svedala av tillverkning av maskiner som används för att mala och krossa mineraler och sten inom främst gruvindustrin och dessa stenkrossar var en av de stora faktorerna till att Sandvik köpte verksamheten. Den ligger delvis kvar på samma ställe även om nya fabriksbyggnader har tillkommit.